# Небојша Скопљак
Небојша Скопљак (Београд, 12. маја 1987) српски је фудбалер. Наступао је за младу репрезентације Србије.

## Трофеји и награде
ТСЦ Бачка Топола
- Прва лига Србије: 2018/19.[6]